# The Three Musketeers (1973)
The Three Musketeers (alternatieve titel: The Three Musketeers: The Queen's Diamonds) is een Engels-Amerikaanse historische actiekomedie 1973 onder regie van Richard Lester met in de hoofdrollen Michael York en Raquel Welch.
Het scenario van de film is gebaseerd op het boek De drie musketiers van Alexandre Dumas en voor de film herschreven door George MacDonald Fraser.
Componist Michel Legrand won voor de filmmuziek in Lesters versie van The Three Musketeers een BAFTA Award, terwijl Raquel Welch voor haar rol een Golden Globe won in de categorie 'beste actrice in een komedie of musical'.
De film zou oorspronkelijk drie uur duren, maar later werd besloten om de productie in tweeën te splitsen. Dit resulteerde in een tweede deel genaamd The Four Musketeers (1974). De acteurs werd niet verteld dat ze voor twee films tegelijk aan het draaien waren op dat moment. Dezelfde ploeg keerde in 1989 terug voor nog een vervolg, The Return of the Musketeers. Deze film is losjes gebaseerd op Dumas' vervolg Twintig jaar later.

## Verhaal
De jonge en wat driftig uitgevallen D'Artagnan komt aan in Parijs. D'Artagnan komt uit de provincie en weet niets van het leven in de grote stad. Zijn enige ambitie is om opgenomen te worden in de garde van de koninklijke musketiers. Maar al op zijn eerste dag in de stad komt hij op de verkeerde manier in aanraking met enkele leden van dit eliteregiment en mag hij drie duels uitvechten met Athos, Porthos en Aramis, musketiers van de koning. Als D'Artagnan zich opmaakt voor zijn eerste duel met Athos, worden ze gestoord door de lijfwacht van kardinaal Richelieu. Duelleren is verboden in Parijs en de wacht wil de vier arresteren.
Samen met D'Artagnan kiezen de musketiers voor de aanval en brengen de wacht van de kardinaal aanmerkelijke schade toe. De musketiers en D'Artagnan zijn vanaf dit gevecht bloedbroeders geworden en beloven elkaar te steunen. D'Artagnan gaat terug naar zijn kosthuis waar bij Constance in tranen aantreft. Zij is de vrouw van zijn huisbaas Bonancieux en D'Artagnan is verliefd op haar. Constance is door haar man weer eens geslagen en ze zoekt bescherming bij haar huurder. Al snel ontstaat er een verhouding tussen hen. Wat D'Artagnan niet weet is dat Constance de kleermaakster en vertrouwelinge is van de koningin. Hij komt hierachter als Constance onthult dat haar werkgeefster in de problemen zit. De koningin heeft haar diamanten halssnoer als herinnering gegeven aan haar minnaar, de hertog van Buckingham. Dit is ontdekt door kardinaal Richelieu die graag de koningin in de problemen wil brengen om zo zijn invloed op de koning te vergroten. Richelieu stuurt zijn belangrijkste geheim agente, Milady de Winter, naar Engeland om het halssnoer te stelen. Milady verleidt de hertog van Buckingham en weet twee van de diamanten te stelen. Ondertussen overtuigt de kardinaal de koning ervan dat het leuk zou zijn als de koningin haar diamanten halssnoer zou dragen op het komende bal. De koningin staat nu doodsangsten uit dat haar man lucht zal krijgen van haar verhouding met Buckingham. Constance vraagt D'Artagnan om haar en de koningin te helpen door het diamanten halssnoer in Engeland te halen. Samen met zijn drie Musketiervrienden vertrekt D'Artagnan naar Engeland. Maar de mannen van kardinaal Richelieu liggen op de loer. Een voor een worden de vrienden van D'Artagnan uitgeschakeld, maar ze geven hem zo wel de kans bij Buckingham te komen. Daar ontdekt de hertog dat er twee diamanten mankeren. Snel laat hij twee replica's maken en D'Artagnan snelt terug naar Frankrijk. Onderweg pikt hij zijn gewonde vrienden weer op en samen brengen ze de diamanten naar de koningin. Richelieu lijdt een gevoelige nederlaag als de koningin op het bal verschijnt met haar halssnoer. D'Artagnan wordt opgenomen in het regiment van de koninklijke musketiers en wordt ook vorstelijk beloond door Constance.

## Rolverdeling
| Acteur              | Personage            |
| ------------------- | -------------------- |
| Michael York        | D'Artagnan           |
| Oliver Reed         | Athos                |
| Frank Finlay        | Porthos              |
| Richard Chamberlain | Aramis               |
| Jean-Pierre Cassel  | Koning Lodewijk XIII |
| Geraldine Chaplin   | Anne van Oostenrijk  |
| Charlton Heston     | Richelieu            |
| Faye Dunaway        | Milady DeWinter      |
| Christopher Lee     | Rochefort            |
| Raquel Welch        | Constance Bonacieux  |
| Simon Ward          | Buckingham           |

## Achtergrond
Regisseur Richard Lester had triomfen gevierd met de Beatlefilms A Hard Day's Night en Help!. Na de opnames van Help! hadden The Beatles de verplichting om nog twee films te maken. Er werden diverse onderwerpen gesuggereerd, zoals een verfilming van Lord of the Rings van J.R.R. Tolkien en van De Drie Musketiers van Dumas. Men zag hiervan af, maar bij Lester bleef het idee van een Musketierfilm hangen. George MacDonald Fraser, bekend als auteur van de Flashmanromans, werd aangetrokken voor het scenario. MacDonald Fraser hanteerde dezelfde soort sarcastische humor als Lester en de twee konden het goed vinden. (In 1975 zou Lester de roman Royal Flash van MacDonald Fraser verfilmen met Malcolm McDowell in de hoofdrol.) De bewerking van MacDonald Fraser is getrouw aan Dumas' beroemde roman, maar hij voegde veel humor toe. Die humor neigde hier en daar naar slapstick en lijkt soms het avonturenelement te overstemmen. De acteurs in de film werden door stuntman en schermer William Hobbs getraind op het schermen, maar ook op het vechten met vuisten, meubels en zelfs stukken nat wasgoed.

## Acteurs
Charlton Heston werd gepolst of hij de rol van een van de musketiers wilde spelen, maar Heston voelde zich te oud om nog met een degen rond te springen. Hij nam genoegen met de rol van de intrigant, kardinaal Richelieu. De keuze van Raquel Welch als Constance was tegen de zin van Richard Lester die echter door de producenten buitenspel werd gezet bij deze keuze. Ook de selectie van Simon Ward als de hertog van Buckingham kwam tot stand zonder dat Lester werd geraadpleegd. Frank Finlay die de rol van Porthos speelde, werd ook ingezet in de rol van O'Reilly, de juwelier die de diamanten replica's maakt voor Buckingham.

## Productie
De opnamen, met David Watkins als cinematograaf, werden gemaakt in Spanje tussen juni en september 1973. Er werd gefilmd in Aranjuez bij Madrid en in Castilla-La Macha bij Toledo. Studio-opnamen waren in de Estudios Cinematografica Roma S.A., in Madrid. Halverwege de productie bleek dat de film langer uitviel dan gedacht en een lengte zou krijgen van drie uur. Men besloot toen er twee films van te maken die gelijktijdig werden opgenomen. De acteurs wisten hier niets van en werden erg boos toen later bleek dat ze voor hetzelfde salaris twee films hadden gemaakt. De vakbond Sceen Actors' Guild voegde, als gevolg van deze werkwijze, een clausule toe aan haar acteurscontracten waarin staat dat producenten van tevoren moeten aangeven hoeveel films worden opgenomen en dat de acteurs voor elke film apart betaald moeten worden. Deze clausule werd bekend als de "Salkind Clause", genoemd naar de producent van The Three Musketeers, Ilya Salkind.

## Vervolg
- The Four Musketeers (1974)
- The Return of the Musketeers (1989)